# Bahabón
Bahabón ist ein Ort und eine spanische Gemeinde mit 93 Einwohnern (Stand: 2024) in der Provinz Valladolid der Region Kastilien-León.

## Lage
Der Ort Bahabón liegt in der Iberischen Meseta ca. 50 km (Fahrtstrecke) südöstlich von Valladolid bzw. knapp 25 km südwestlich von Peñafiel in einer Höhe von ca. 885 m ü. d. M. Das Klima im Winter ist kalt aber nur selten frostig, im Sommer dagegen warm bis heiß; der spärliche Regen (ca. 430 mm/Jahr) fällt verteilt übers ganze Jahr.

## Bevölkerungsentwicklung
| Jahr      | 1842  | 1900 | 1950 | 2000 | 2016 |
| Einwohner | k. A. | 358  | 471  | 203  | 123  |

Der kontinuierliche Bevölkerungsrückgang in der zweiten Hälfte des 20. Jahrhunderts ist im Wesentlichen auf die Mechanisierung der Landwirtschaft und den damit einhergehenden Verlust an Arbeitsplätzen zurückzuführen.

## Wirtschaft
Die Einwohner lebten jahrhundertelang hauptsächlich als Selbstversorger von der Landwirtschaft, zu der auch ein wenig Viehzucht (Schafe, Ziegen, Hühner) und in geringem Umfang auch der Weinbau gehörte. Erwirtschaftete Überschüsse konnten auf den Märkten von Medina del Campo verkauft werden.

## Geschichte
Im 8. Jahrhundert wurde das Gebiet von den Mauren erobert. Im 10. Jahrhundert eroberten vereinigte leonesisch-kastilische Heere unter der Führung des kastilischen Grafen Fernán González die entvölkerten Flächen südlich des Duero, doch machte der maurische Heerführer Almansor Ende des 10. Jahrhunderts die Erfolge wieder zunichte. Nach der endgültigen Rückeroberung (reconquista) durch Alfons VI. im ausgehenden 11. Jahrhundert wurde das nahezu menschenleere Gebiet neu besiedelt; der Ort Ataquines gehörte zum Königreich León. Nach vorangegangenen Versuchen vereinigte sich León im Jahr 1230 endgültig mit dem Königreich Kastilien. Seine Blütezeit erlebte der Ort im ausgehenden Mittelalter und in der frühen Neuzeit.

## Sehenswürdigkeiten
- Die im 16. Jahrhundert größtenteils aus kaum behauenen Bruchsteinen erbaute Iglesia de Nuestra Señora de la Asunción ist der Himmelfahrt Mariens geweiht. Der dreischiffige Bau ist rippengewölbt; die Schlusssteine hängen geringfügig herab. An den Wänden hängt ein Zyklus von 10 Bildern mit Darstellungen der Zehn Gebote.[5]

Umgebung
- Vom ca. 2 km östlich des Ortes gelegenen (41° 28′ 41″ N, 4° 15′ 52″ W) und bereits in der ersten Hälfte des 17. Jahrhunderts aufgegebenen Weiler Minguela stehen nur noch die Ruinen der ehemaligen Pfarrkirche.